# Бульвары Риги

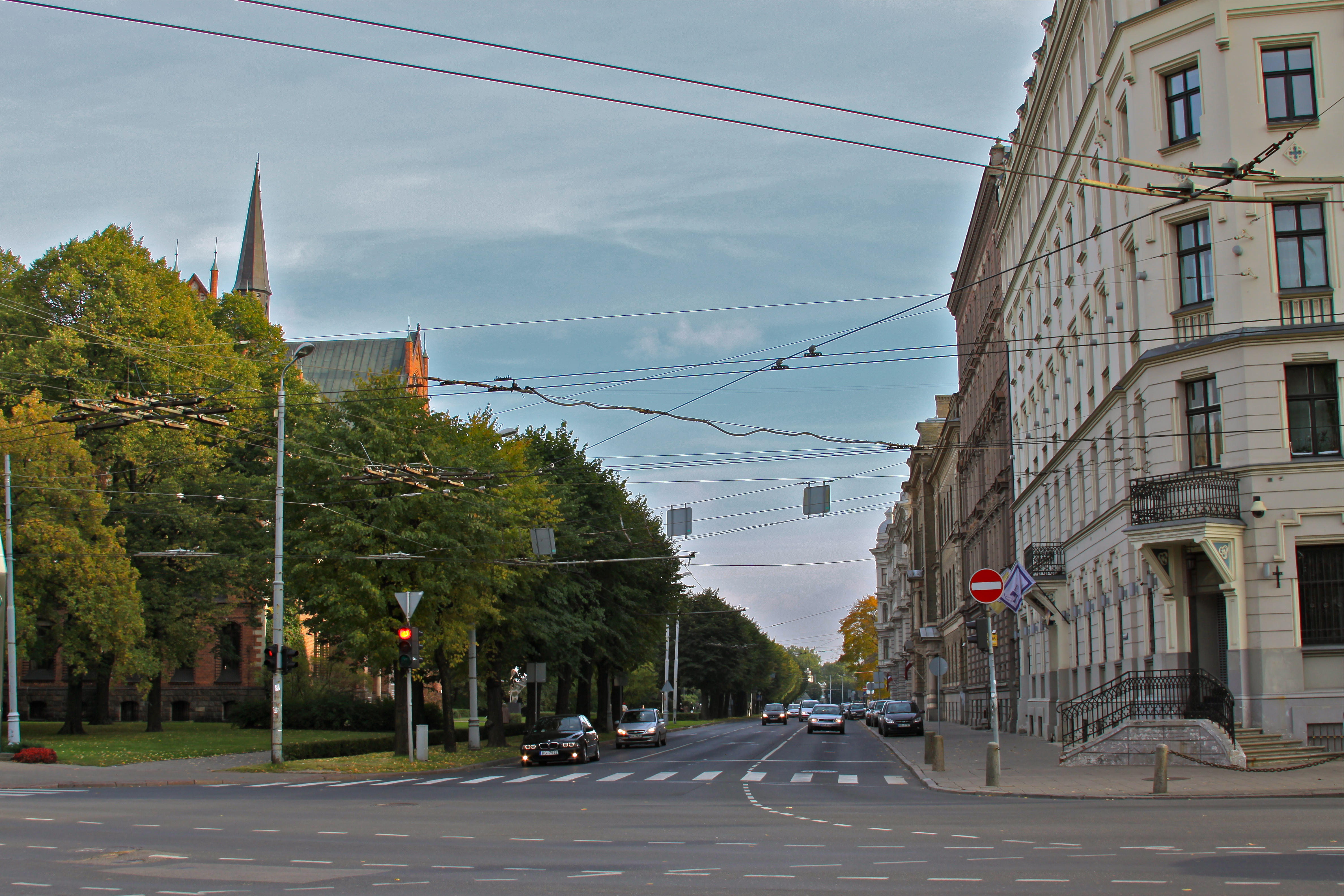
Бульвар Калпака

Бульвар Зигфрида Аннас Мейеровица

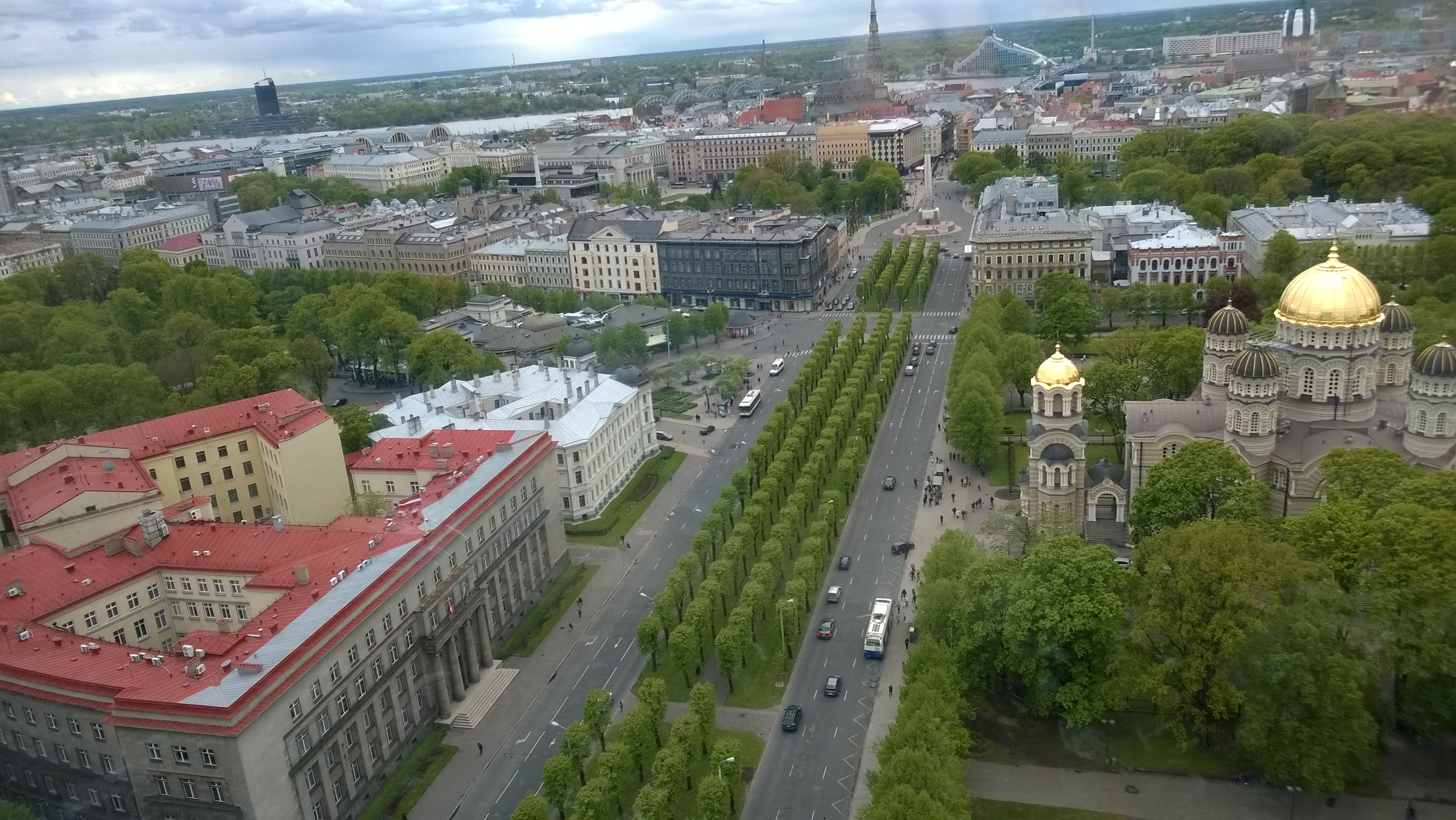
Бульвар Бривибас

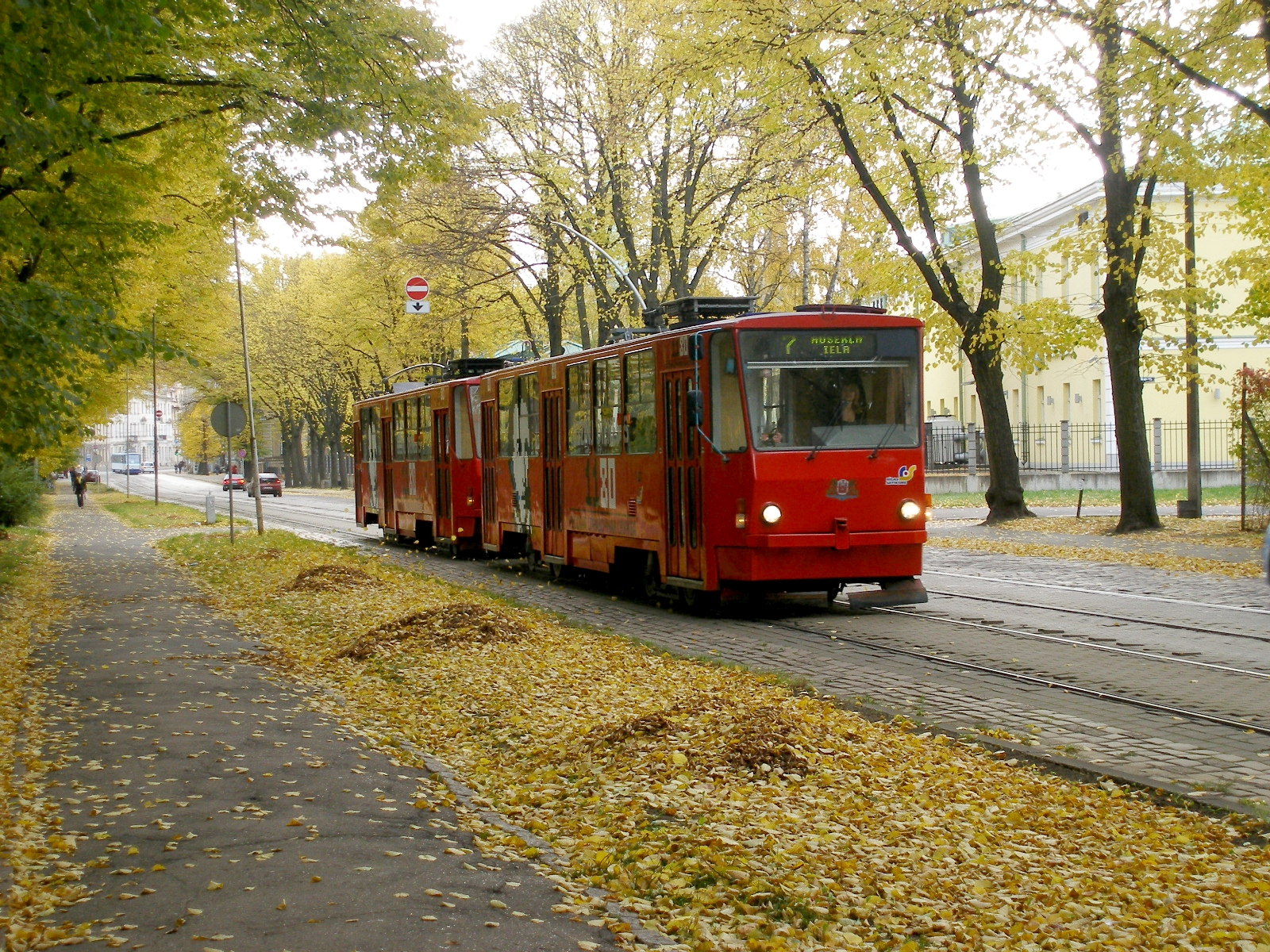
Бульвар Кронвалда

Бульварный ансамбль города Риги — один из старейших градостроительных ансамблей подобной структуры и планировки на территории современной Европы.
Занимает участок в центре Риги, который раньше был отведён под гласис (эспланаду) при Рижской крепости и Цитадели. В современном городе это, в общих чертах, территория между Старым городом и улицей Элизабетес. Является частью городского района Центр.

## Возникновение района
Бульварный ансамбль города Риги создавался после окончания Крымской войны. Согласно Парижскому мирному договору 1856 года, которые вынуждена была подписать Российская империя, ей было запрещено обладать городами-крепостями, а Рига считалась таковой фактически с самого её основания. Возникла необходимость сноса городских укреплений, и два молодых остзейских архитектора, Иоганн Фельско и Отто Дитце, приступили к разработке плана реформирования центра Риги. Сам проект был окончательно одобрен властями Лифляндской губернии в 1856 году.
Бульварный ансамбль как важнейшая составная часть этого проекта обладает ярко выраженной градостроительной структурой вокруг Старого города (Вецриги, бывшей внутренней Риги): он отделяет её в пространственном плане от остальной части (внешней, «новой» Риги), и в то же время одна из его функций заключается в увязывании древнего центра с кварталами, которые формировались в период господства стиля модерн (первые 15 лет XX века).

### Условия осуществления застройки
При застройке рижских бульваров архитекторы при выполнении заказов богатых домовладельцев в большинстве случаев обращались к приёмам эклектизма, поскольку это стилевое архитектурное направление господствовало во время формирования данного градостроительного комплекса. Сами здания для богатейших представителей рижского населения были выстроены в основном в 70-е — 80-е годы XIX века. Именно в эти два десятилетия Бульварный ансамбль пополнился 120 капитальными многоэтажными зданиями. На рубеже XIX—XX веков в центральном районе города было отстроено ещё 26 зданий, а уже после Первой мировой войны свет увидели ещё 10 зданий. Все здания предназначались для жилья, поскольку, согласно строительным правилам, одобренным после 1856 года, на этой территории запрещено было воздвигать промышленные, складские и деревянные помещения.
В планировке наблюдается органичное чередование кварталов периметрального типа преимущественно с жилой застройкой с обособленно расположенными зданиями общественного предназначения (Здание Немецкого Стрелкового общества, Академия художеств (Городская коммерческая школа), Христорождественский кафедральный собор). Эти центрообразующие кварталы формируют необходимый фон обрамления Вецриги, а также являются своего рода фоном для созданной здесь цепи парков, плавно перетекающих друг в друга (Эспланада, насаждения вдоль Городского канала, Верманский парк, парк Кронвалда), а также несколько скверов второстепенного значения. В середине 60-х годов XIX века вдоль Александровского бульвара (ныне бульвар Бривибас, между зданиями Кабинета министров ЛР и Христорождественским кафедральным собором) были высажены специально привезённые голландские липы.

### Первые здания в районе
Первый жилой дом в составе бульварного ансамбля был построен в 1860 году: сейчас в нём расположен один из ресторанов общественного питания «Макдоналдс», а в советское время в этом же помещении располагалось излюбленное в среде молодёжи кафе «Луна» с музыкальным уклоном. Современный адрес здания — бульвар Мейеровица, 16, архитектор Генрих Шель. Долгое время в здании располагался довольно известный в предпринимательской среде ресторан Отто Шварца, в котором зажглась первая в истории Риги электрическая лампочка. На территории бульваров, на месте некогда грозного Блинного бастиона, по проекту академика Санкт-Петербургской академии художеств Людвига Бонштедта началось строительство Первого городского (немецкого) театра, которое в наши дни служит помещением Латвийской оперы — это было первое общественное здание нового района. Первым промышленным учреждением на территории бульварного ансамбля стала газовая фабрика для освещения Риги (архитектор Иоганн Даниэль Фельско, 1862), здания которой и сегодня стоят в парке у Бастионной горки.

## Архитекторы-застройщики
Более трети домов (54 здания) на рижских бульварах воздвигнуто по проектам первого латышского архитектора с высшим профессиональным архитектурным образованием Яниса-Фридриха Бауманиса. Его стиль во многом стал определяющим для художественного и планировочного оформления бульварной застройки. 19 зданий построено архитектором Карлом Фельско, 13 домов — архитектором Генрихом Шелем, академиком Санкт-Петербуржской Академии Художеств, а 12 зданий построил Роберт Пфлуг, преподаватель Рижского Политехникума, автор проекта Кафедрального собора Рождества Христова.